# Francisca del Santísimo Sacramento
Francisca del Santísimo Sacramento (San Andrés de Soria, 12 de marzo de 1561-Pamplona, 27 de noviembre de 1629), nacida como Francisca de Vinuesa, también conocida como Venerable Madre Francisca del Santísimo Sacramento, fue una religiosa carmelita y mística española. 

## Vida
Francisca de Vinuesa nació el 12 de marzo de 1561 en San Andrés de Soria. Fue la tercera hija del matrimonio formado por Fernando de Vinuesa y Teresa de Barnuevo, de ilustres familias incluidas entre los doce linajes de Soria. De buena educación y condición holgada, sorprendió a su familia el día del Corpus de 1582 con la decisión repentina de convertirse en monja conforme a una visión en la que Jesucristo se le había aparecido transmutado en la Sagrada Forma. Por mucho que sus padres intentaron persuadirla, en 1583, con 22 años, ingresaba como novicia en el convento de la Santísima Trinidad de Soria, donde Sor Catalina de Cristo ejercía como Priora.
Sor Catalina, con la ayuda del Padre Gracián y de Sor Leonor de la Misericordia inició la fundación del Convento de San Josef de Pamplona realizando su misión acompañada por cinco monjas profesas y una única novicia: Sor Francisca, quien unos meses después, el 11 de noviembre de 1584, tomaría por fin los hábitos de Carmelita Descalza en dicho convento.
Desde muy joven padeció diferentes visones como viajes al infierno, visitas del demonio, personas conocidas y desconocidas que no caminaban entre los vivos o apariciones de la Virgen y de algunos Santos. Aunque sus superiores, temiendo que estas visiones fueran producto de su imaginación le habían prohibido expresamente hablar con las apariciones, viendo que no cambiaba, le impusieron como penitencia escribir todos los testimonios que recibiese.
Los tres últimos años de su vida los empleó en recopilar todo por escrito, cediéndoselo posteriormente al Obispo de Pamplona Juan de Palafox y Mendoza, quien lo publicaría en 1661 bajo el título: “Luz para los vivos y escarmiento a los muertos”. En su libro, Juan de Palafox relata con detalle hasta 229 apariciones, cuidándose de no citar el nombre de aquellos que llegaron a contactar con la monja, puesto que aún vivían los descendientes de alguno de los “visitantes”. 
De la vida y milagros de Sor Francisca se hacen eco, además del Obispo de Osma:
- Don Miguel Bautista de Lanuza, Caballero de Santiago y protonotario de los Reynos de Aragón en su  “Biografía Eclesiástica completa. Volumen VII”  publicada en 1654, y en “La V. M. de Catalina de Cristo” de 1657.
- Fray Francisco de la Cruz, carmelita descalzo, en su obra “Cinco palabras del Apóstol San Pablo” publicada en 1680
- Fray Francisco de Santa María en la Crónica de la orden carmelita, tomo 2, lib, 6, c.22. (alrededor del 1650).